# Caffè mocha

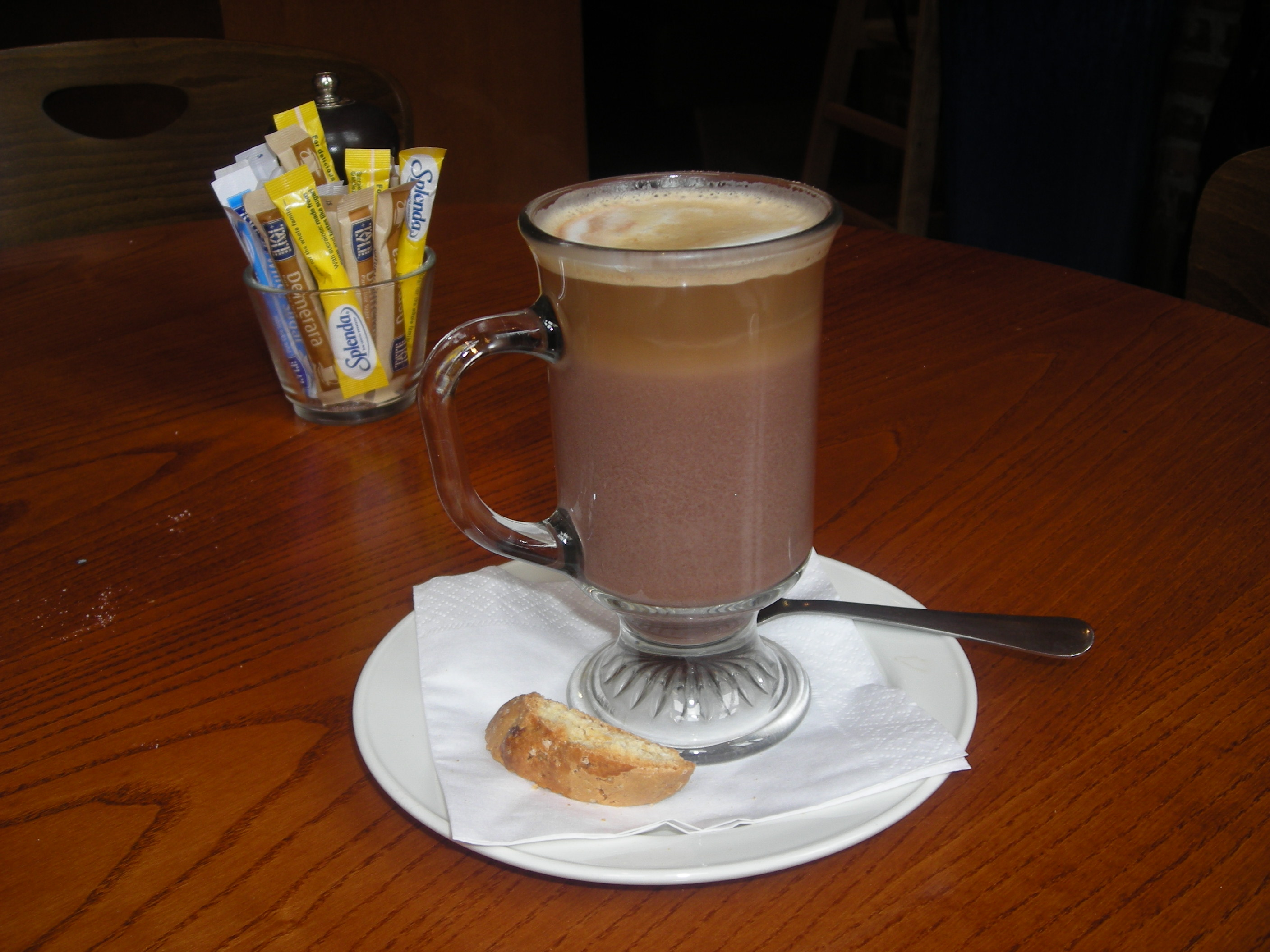
Ein Caffè mocha mit einer Schicht Espresso

Ein Caffè mocha (auch: Café Mocha, Caffè mocca, Mochaccino, Mocaccino) ist eine Kaffee-Variation, die aus Espresso, heißer Milch sowie Schokoladensirup oder flüssiger Schokolade zubereitet wird. Das Getränk hat meistens eine Milchschaum- oder Sahnehaube.
Aufgrund der enthaltenen Schokolade und dem hohen Milchanteil schmeckt der Caffè mocha sehr mild und süß.
Der Begriff mocha leitet sich vom Wort Mokka ab, einer Kaffeesorte, deren Geschmack an Schokolade erinnert. In den USA wird er häufig unter dem Begriff Mochaccino vertrieben.

## Die Zubereitung
Der Caffè Mocha wird meistens in einer großen Tasse zubereitet. Im ersten Schritt wird ein Espresso gebrüht. Dieser wird in die Tasse gegeben. Im zweiten Schritt wird etwas Kakao dazu gegeben. Das Ganze wird dann im dritten und letzten Schritt mit heißer Milch aufgegossen. Das Getränk kann mit Sahne verfeinert, aber auch ohne Sahne serviert werden.